# Fanellia compressa
Fanellia compressa is een zachte koraalsoort uit de familie Primnoidae. De koraalsoort komt uit het geslacht Fanellia. Fanellia compressa werd in 1865 voor het eerst wetenschappelijk beschreven door Verrill. 